# Mini Beat Power Rockers
Mini Beat Power Rockers è una serie animata argentina, creata da Hèctor Dengis, Eduardo Criscuolo, Gastòn Gorali e prodotta da Discovery Kids. In Italia è stata trasmessa su Frisbee.

## Trama
Mini Beat Power Rockers racconta le avventure di una baby sitter e dei quattro bambini (di cui uno è un robot antropomorfo) di cui si occupa. Ognuno di questi bambini suona uno strumento e ogni episodio della serie prende spunto da un genere musicale del quale alla fine vengono raccontati i tratti salienti.
In ogni puntata è presente una canzone che riprende il tema dell'episodio, spaziando dal rock alla disco music.

## Personaggi

### Principali
- Dolores (doppiatrice italiana: Annalisa Usai) è la baby sitter che accudisce i Mini Beat.
- Myo è il robot antropomorfo che suona le tastiere.
- Wat è la bambina che suona la chitarra.
- Fuz è il bambino che suona il basso: il taglio di capelli alla Beatles e il suo essere mancino lo fa somigliare a Paul McCartney.
- Carlos è un bambino sud americano che suona la batteria e le percussioni

## Edizione italiana
L'edizione italiana è stata curata dalla CD Cine Dubbing. Gli adattamenti italiani delle canzoni sono stati realizzati da Marco Castellani, le incisioni sono state curate da Marco Castellani e da Paolo Castellani e sono state cantate da Marco Castellani, Paolo Castellani, Giordana Piedimorsi e Sara Sileo.